# Themus larrygrayi
Themus larrygrayi es una especie de coleóptero de la familia Cantharidae.

## Distribución geográfica
Habita en China.